# Músculo geniogloso
El músculo geniogloso (Genioglossus) es un músculo situado en la lengua; par, voluminoso, triangular, de vértice anterior.

## Inervación e irrigación
Lo inerva el nervio hipogloso, además, es irrigado por la arteria lingual

## Inserciones
Se inserta hacia delante por medio de un corto tendón, en la apófisis geni superior. Desde este punto se dirige hacia arriba y atrás, irradiándose a la manera de ancho abanico. Sus fibras siguen diversas direcciones: las fibras inferiores o posteriores, oblicuas hacia abajo y atrás, se dirigen hacia el hioides y se fijan en la parte superior del mismo. Las fibras superiores o anteriores se dirigen hacia arriba y adelante describiendo una curva de concavidad anterior, y van a terminar en la punta de la lengua. Las fibras medias, con mucho las más numerosas, irradian hacia la cara dorsal de la lengua y terminan en la cara profunda de la mucosa, desde la membrana hioglosa hasta la región de la punta. Algunas de las fibras más internas geniogloso se entrecruzan en la línea media.

## Relaciones
El músculo geniogloso está en relación, por su cara externa con la glándula sublingual, el conducto de Wharton (de la glándula submandibular), la arteria lingual, el hipogloso mayor y los tres músculos hiogloso, estilogloso y lingual inferior. Por su cara interna está en relación con el músculo geniogloso del lado opuesto. Solo está separado de este por una delgada capa de tejido celuloadiposo y por el septum medio. Su borde anterior, cóncavo hacia delante, mira hacia la sínfisis mentoniana. Está cubierto por la mucosa de la cara inferior de la lengua. El borde inferior descansa en toda su extensión sobre el músculo genihioideo que sigue exactamente la misma dirección.

## Acción
Por sus fibras inferiores, los músculos genioglosos dirigen arriba y adelante al hueso hioides, en el cual se insertan, y la propia lengua, que tiene con este hueso conexiones íntimas. Las fibras medias actúan directamente la lengua, tirándola hacia delante y determinando su proyección hacia fuera de la cavidad bucal. Las fibras superiores, por el contrario, a causa de su dirección del distinta, dirigen la punta de la lengua hacia abajo y atrás. Cuando todos los fascículos se contraen simultáneamente, la lengua se apelotona sobre sí misma aplicándose fuertemente contra el suelo de la boca y contra la cara posterior del maxilar inferior.

## Relevancia clínica
La contracción del geniogloso estabiliza y alarga la sección superior de respiración; esta sección es la más vulnerable en colapsar. Al momento de relajarse los músculos geniogloso y geniohioideo, especialmente durante el REM, está implicado en la apnea.